# Christian Drescher
Christian Drescher (19 de enero de 1958) es un deportista de la RDA que compitió en ciclismo en la modalidad de pista, especialista en la prueba de velocidad individual.
Ganó dos medallas de bronce en el Campeonato Mundial de Ciclismo en Pista, en los años 1978 y 1979.

## Medallero internacional
| Campeonato Mundial | Campeonato Mundial       | Campeonato Mundial | Campeonato Mundial       |
| Año                | Lugar                    | Medalla            | Competición              |
| ------------------ | ------------------------ | ------------------ | ------------------------ |
| 1978               | Múnich (RFA)             | Medalla de bronce  | Velocidad individual (A) |
| 1979               | Ámsterdam (Países Bajos) | Medalla de bronce  | Velocidad individual (A) |